# Pescara
Pescara este un oraș cu  120.000 de locuitori în Regione Abruzzo, situat la 208 km est de Roma în Italia.

## Date geografice
Orașul se află la punctul de vărsare al râului Pescara în Marea Adriatică. Localități vecine sunt Chieti (CH), Francavilla al Mare (CH), Montesilvano, San Giovanni Teatino (CH) și Spoltore.

## Istoric
In perioada antică aici se afla portul „Aternum” care a fost distrusă de longobarzi, ulterior în evul mediu va fi întemeiată așezarea „Piscaria”. Pescara de azi a luat naștere în anul 1927 pe cursul râului cu același nume, în același timp va apare pe hartă și orașul „ San Castellammare Adriatico” situat la nord de Pescara. Mussolini a plănuit transformarea orașului într-un centru important și azi se mai pot vedea ruinele rămase din timpul dictatorului. Orașul a suferit distrugeri mari In timpul celui de al doilea război mondial prin bombardamentele forțelor aliate.

## Economie
Orașul este un centru comercial și economic, aici existând un institut economic și universitatea „Università Gabriele d'Annunzio”. De asemenea orașul are un aeroport „Aeroporto di Pescara”, două gări de cale ferată ca și mai multe linii de autobus, de metrou și legături rutiere spre autostrada de pe coasta Adriaticii.

## Demografie
Pescara - evoluția demografică

|  | Graficele sunt indisponibile din cauza unor probleme tehnice. Mai multe informații se găsesc la Phabricator și la wiki-ul MediaWiki. |

Date: Recensăminte sau birourile de statistică - grafică realizată de Wikipedia